# 대한민국 제12대 대통령 선거 민주한국당 후보 선출
민주한국당 제12대 대통령 후보 지명은 민주한국당이 1981년 1월 17일 창당대회 및 대통령 후보 지명대회를 개최하고 만취 유치송을 당의 제12대 대선 후보로 추대한 것을 말한다.
경기도 평택 출신이었던 유치송이 민주한국당의 대통령 후보가 됨으로써 1956년 민주당 전당대회에서 경기도 광주 출신의 신익희가 민주당의 제3대 대통령 후보로 선출된 이후 26년만에 경기도 출신 인사가 민주당계 정당의 대통령 후보로 나서게 되었다. 유치송의 당시 나이는 58세였는데, 민주당계 정당에서 나이가 60대 이상이 아닌 인사가 대통령 후보가 된 것은 1971년 대통령 선거에 이어 두번째로 있는 일이었다.

## 배경
신민당, 민주통일당 등 야당은 1980년 5·17 조치로 정치 활동이 금지된데 이어 그해 10월 27일 제5공화국 헌법 제정 후론 아예 강제 해산되었다. 그러나 11월 25일 정치 활동 금지 조치를 당했던 야당 인사들이 대거 해금되자 이들은 즉시 야당 재건에 착수하였다. 해금 전 야권 신당 창당 작업은 국가보위입법회의 입법의원을 맡고 있어 비교적 활동이 자유롭던 한영수·고재청·유한열 등 3명의 전 신민당 의원들이 주도하였다.
야당 창당에 깊숙히 개입하고 있던 신군부는 민주한국당의 조직 구도를 두고 크게 세 가지의 시나리오를 갖고 있었다. 하나는 채문식 입법회의 부의장을 당수로 내세우고 김영삼계를 포섭하는 것, 유치송 전 신민당 최고위원을 당수로 내세우고 이철승계를 포섭하는 것, 한건수 전 신민당 원내부총무를 당수로 내세우고 김대중계를 포섭하는 것 등이었다.
당초 신군부는 채문식 입법회의 부의장을 야당의 당수로 내정했으나, 채문식 부의장은 이를 거부하고 민주정의당행을 선택하였다. 훗날 채문식은 인터뷰에서 "당시 (신군부가) 나보고 야당 가서 보스 하라고 하기에 나는 야당 보스 기질이 없다고 사양했다, 내 성격이 어떤 정당을 정점에서 끌고 갈 성격은 아니라고 설명했다"며 "이왕 입법회의에 참여해 부의장도 했으니까 이 기회에 여당 쪽에 들어서면 좋겠다고 피력했다"고 회고하였다.
신군부는 채문식 설득을 포기하고 그 대신 유치송 전 최고위원을 당수로 결정하였다. 유치송은 민주당계 정당의 대주주인 진산계 출신이라 정통 보수 야당의 법통을 확보할 수 있는데다, 박정희 정권 시절 양김씨의 강경투쟁론 대신 이철승의 중도통합론을 지지하는 등 온건한 노선을 취해온 인사라는 점에서 신군부가 찾는 야당 당수 상에 부합했다.

## 결과
유치송 민주한국당 창당준비위원장은 1월 9일 기자회견을 열고 제12대 대통령 선거 출마를 공식 선언하였다.
유치송 위원장은 전당대회에서 단일 후보 합의 추대의 방식으로 자신을 대통령 후보로 선출해줄 것을 희망했으나, 당 일각에서 대통령 후보는 자유 경선을 통해 선출해야 한다는 주장이 나와 당내 의견 충돌이 빚어졌다.
결국 민주한국당은 창당대회 이틀 전인 1981년 1월 15일 기획운영위원회 회의를 열고 유치송 위원장을 경선 없이 총재 및 대통령 후보에 만장일치 추대할 것을 결정하였다.
민주한국당은 1월 17일 서울 세종문화회관 별관에서 대의원 407명 중 402명이 참석한 가운데 열린 창당대회 및 대통령 후보 지명대회에서 유치송 위원장을 당 총재와 대통령 후보로 각각 추대하였다.
그러나 야권 인사들이 기대보다 많이 해금되지 않아 당 조직 재건에 어려움을 겪었고, 자금난과 인물난으로 제대로된 선거를 치를 수 없는 지경이었다. 또한 선거인을 입후보시키려면 필요한 주민 추천장을 받을 때도 사람들이 야당 후보에게 추천장을 써주는 것을 꺼려해, 많은 지역에서는 선거인 후보를 내는 것조차 어려운 실정이었다. 민주한국당은 2월 11일 대통령 선거인 선거에서 411명의 당선자를 내었으며, 유치송 후보는 2월 25일 대통령 선거에서 404표를 득표하였다.

## 같이 보기
- 대한민국 제12대 대통령 선거